# Rodica Arba
Rodica Arba, född den 5 maj 1962 i Petricani i Rumänien, är en rumänsk roddare.
Hon tog OS-silver i fyra utan styrman i samband med de olympiska roddtävlingarna 1988 i Seoul.